# Mikhail Kalinin
Die Mikhail Kalinin (auch Mihail Kalinin, russisch Михаил Калинин, deutsche Schreibweise: Michail Kalinin) war ein Kreuzfahrtschiff der sowjetischen staatlichen Ostseereederei und wurde 1958 als Linienschiff auf der Werft im VEB Mathias-Thesen-Werft in Wismar in der DDR für die staatliche Baltijskoje Morskoje Parochodstwo (ГП Балтийское морское пароходство ММФ СССР) in Leningrad (Sowjetunion) gebaut. Es gehört zur Mikhail-Kalinin-Klasse, Projekt 101, deutsche Bezeichnung Seefa 340 – Seefahrgastschiff für 340 Passagiere. Das Schiff trägt den Namen des sowjetischen Politikers Michail Iwanowitsch Kalinin und gab als Typschiff der ganzen Klasse den Namen.

## Beschreibung
Das Schiff unter Baunummer 101 wurde ab 1956 in der DDR für die Sowjetunion gebaut und 1958 bei der Seereederei in Leningrad auf der Strecke Leningrad-Stockholm in Dienst gestellt. Es gehört zu einer von 1958 bis 1964 hergestellten Baureihe von 19 Schiffen. 1994 wurde es an Abbrecher in Alang verkauft, wo es am 6. November zur Verschrottung eintraf.

## Ausstattung
Alle 1-, 2-, 3-, 4- und 6-Bettenkabinen auf vier Decks wurden im Rahmen der Modernisierung mit Dusche und WC ausgestattet. Darüber hinaus standen Musiksalon und Tanzfläche, Bar, Kiosk, Schwimmbassin, Bibliothek, Lazarett, Dienstleistungsraum und Kabine für Mutter und Kind zur Verfügung.

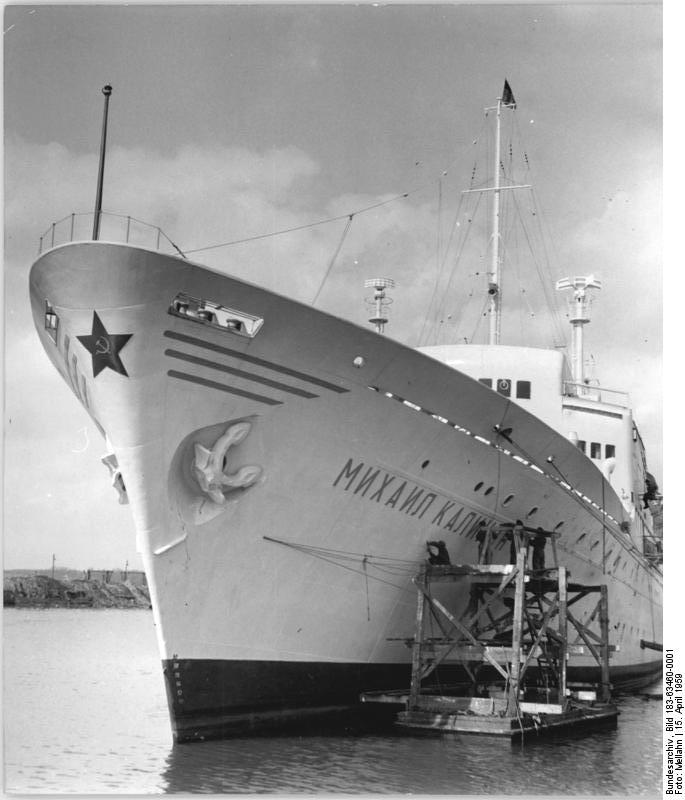
Als erstes Fahrgastschiff in der Geschichte der Seeschifffahrt am 15. April 1959 aus antarktischen Gewässern zurück in Wismar